# Pterolepis maroccana
Pterolepis maroccana är en insektsart som först beskrevs av Bolívar, I. 1905.  Pterolepis maroccana ingår i släktet Pterolepis och familjen vårtbitare. Inga underarter finns listade i Catalogue of Life.